# Целинный район (Калмыкия)
Цели́нный райо́н (калм. Целинн улс) — административно-территориальная единица в составе Республики Калмыкия Российской Федерации, в границах которой образован муниципальный район Целинное районное муниципальное образование. Площадь — 5258 км².
Административный центр — село Троицкое.

## История
Образован Постановлением ВЦИК от 24 января 1938 года как Троицкий улус (район), с центром в селе Троицкое. В состав Троицкого улуса вошли следующие сельские советы бывшего Центрального улуса: Багачоносовский, Верхне-Яшкульский, Вознесеновский, Келькетовский, Ленинский, Найнтахинский, Оргакиновский, Троицкий. 4 декабря 1938 года Указом Президиума Верховного Совета РСФСР образован Оватинский поселковый совет с центром в поселке центральной усадьбы совхоза № 80 за счет разукрупнения Багачоносовского сельского совета.
В 1944 году Троицкий улус был передан в административное подчинение Астраханской области и переименован в Степновский район. Районный центр из села Троицкое был переведен в город Степной (Элиста).
14 января 1952 года Степновский район передан в административное подчинение Ставропольского края с переименованием в Степной район (так как в Ставропольском крае уже имелся район с названием Степновский).
12 января 1957 года в составе Ставропольского края была образована Калмыцкая автономная область, которой переданы Степной и Черноземельский районы с переименованием Степного района в Целинный район. Центром района первоначально являлся посёлок Целинный, 16 сентября 1958 года центр района был перенесён в село Троицкое.

## География
Целинный район, располагаясь в центральной части Республики, имеет сравнительно выгодное географическое положение. Граничит на западе с Ростовской областью, на севере с Кетченеровским, на востоке с Яшкульским, на юго-востоке с Ики-Бурульским районами, на юге с Элистинским городским округом, на юго-западе с Приютненским районом.
Площадь территории района — 5258 км². Расстояние от районного центра (с. Троицкое) до г. Элиста — 12 км. Через территорию района проходят федеральные автодороги Р22 (подъезд к г. Элиста), Р216 (Астрахань—Элиста—Ставрополь), Элиста—Зимовники. Развита сеть межпоселковых автодорог (с асфальтным и щебеночным покрытием).

### Климат
Территория Целинного района характеризуется очень засушливым климатом с умеренно жарким летом и умеренно холодной зимой. Самый холодный месяц — январь, средняя температура которого составляет −6,7°С; самые теплые июль и август (+24,2 — +23,0°С). Среднегодовая температура воздуха равна +8,6 °C. Амплитуда колебаний температуры — от +43 °C до −34 °C. Сумма активных температур за период вегетации составляет 3250-3400°С.
Среднегодовое количество осадков составляет 315 мм, причем большая их часть приходится на теплый период — 211 мм. Однако летние осадки носят кратковременный ливневый характер. Значительная часть их скатывается вниз по склонам, не успев впитаться, поэтому их доля в водном балансе незначительна. Средняя дата образования устойчивого снежного покрова — 18 декабря. Высота снежного покрова на открытых полях — 17 см. Средняя глубина (из наибольших) промерзания почвы за зиму составляет 55-60 см.
Особенностью территории являются частые засухи и суховеи. Число дней с суховеями, в среднем, составляет 100,5 дней. Для климата района характерны частые сильные ветры, преимущественно восточных направлений. Средняя годовая скорость ветра — 5,0 м/с.

### Рельеф
Целинный район расположен в двух геоморфологических районах: Ергенинской возвышенности (большая часть района), переходящей на востоке территории в Прикаспийскую низменность.
Ергенинская возвышенность представляет собой волнистую равнину, расчлененную балками на ряд крупных водоразделов, которые в свою очередь делятся на более мелкие водоразделы второго порядка. Межбалочные водоразделы шириной от 400 до 2000-3000 метров, называемые хамурами (от калм. «хамр» — нос), вытянуты в широтном направлении и имеют покатые и сильнопокатые короткие южные склоны и более вытянутые и менее крутые северные склоны. Долины многих балок хорошо разработаны и имеют вид пойменных террас. От основных балок отходят балки второго порядка. На всем протяжении балки имеют неодинаковое строение. В верховьях склоны их пологие с плохо выраженными долинами и узкими каналообразными водотоками. По мере удаления от верховьев склоны балок становятся крутые, а русло — более выровненным.
Вершины водоразделов и плоских возвышенных плато испещрены блюдцеобразными западинами глубиной от 0,4 до 1,0 м, группами располагаются древние курганы высотой 3,5-5,0 м.
От Ергеней резко отличается рельеф Прикаспийской низменности, представляя собой наклонную плоскость, широковолнистую, с множеством западин, вытянутыми мезопонижениями, лиманами, протоками, в которые идет сброс весенних вод с Ергеней.

### Почвы
Большое влияние на характер почвенного и растительного покрова, в связи с неодинаковым распределением атмосферных осадков, оказывают все элементы мезо- и микрорельефа. На широких выровненных участках водоразделов, где слабо выражен поверхностный сток атмосферных осадков, формируются зональные светло-каштановые солонцеватые почвы в комплексе с солонцами, залегающими в небольших едва заметных микропонижениях и луговато-каштановыми солонцеватыми почвами — в более крупных блюдцеобразных понижениях и потяжинах. На прилегающих к балкам пологих, покатых и сильнопокатых склонах получили развитие процессы водной эрозии, что способствовало распространению светло-каштановых почв разной степени смытости. На узких межбалочных водоразделах и на вершинах увалов залегают солонцы в комплексе со светло-каштановыми почвами. Днища и долины балок сложены аллювиально-делювиальными почвами. Почвенный покров речных пойм представлен аллювиальными луговыми засоленными почвами.

### Гидрография
Территория Целинного района относится к маловодообеспеченным. Гидрографическая сеть здесь развита очень слабо.
Реки района приурочены к восточному (Яшкуль, Элиста, Булгун, Ялмата, Овата и др.), западному (Зегиста, Джурак-Сал) и юго-западному (Наин-Шара) склонам Ергеней. Реки восточного склона возвышенности имеют небольшую площадь водозабора, малую длину и значительный уклон. Единого бассейна реки и балки района не составляют. К низовьям балок приурочены лиманы Бор-Нур, Ар-Нур, Дунд-Нур, Омн-Нур и др..
Главным источником питания рек являются талые снеговые воды. Дождевое питание рек ничтожно, так как скудные осадки теплого времени года, как правило, не дают стока, полностью расходуясь на испарение. Грунтовое питание незначительно, убывает с севера на юг и зависит от размеров водозабор. Большинство рек после весеннего половодья пересыхают и остаются без воды до следующего года. На многих реках и балках имеются плотины примитивного устройства, задерживающие талые воды весной и воды редких дождевых паводков летом.

## Население
Распределение населения района
 Троицкое (63,87 %) Вознесеновка (11,68 %) Ики-Чонос (4,5 %) Хар-Булук (3,86 %) Овата (3,26 %) Бага-Чонос (3,38 %) Верхний Яшкуль (2,87 %) Остальные (6,58 %)
| 1939    | 1959    | 1970    | 1979    | 1989    | 1990    | 1991    | 1992    | 1993    | 1994    | 1995    | 1996    |
| ------- | ------- | ------- | ------- | ------- | ------- | ------- | ------- | ------- | ------- | ------- | ------- |
| 11 754  | ↗11 781 | ↗18 715 | ↗20 803 | ↗22 384 | ↗22 785 | ↗22 857 | ↘22 718 | ↘21 821 | ↘21 597 | ↘20 610 | ↗20 831 |
| 1997    | 1998    | 1999    | 2000    | 2001    | 2002    | 2003    | 2004    | 2005    | 2006    | 2008    | 2009    |
| ↘20 699 | ↘20 604 | ↘20 592 | ↘20 437 | ↘19 771 | ↘19 090 | ↗19 108 | ↗19 248 | ↗19 431 | ↗19 544 | ↗19 821 | ↗19 841 |
| 2010    | 2011    | 2012    | 2013    | 2014    | 2015    | 2016    | 2017    | 2018    | 2019    | 2020    | 2021    |
| ↗20 051 | ↗20 092 | ↗20 360 | ↘20 307 | ↗20 417 | ↗20 481 | ↘20 352 | ↗20 430 | ↘20 331 | ↗20 388 | ↗20 436 | ↘20 212 |
| 2024    |         |         |         |         |         |         |         |         |         |         |         |
| ↗20 296 |         |         |         |         |         |         |         |         |         |         |         |

Согласно прогнозу Минэкономразвития России, численность населения будет составлять:
- 2024 — 19,76 тыс. чел.
- 2035 — 17,99 тыс. чел.

В 2012 году численность населения района по сравнению с предыдущим годом возросла на 3 % или на 627 человек, составив по расчетным данным — 21 221 человек, в том числе: моложе трудоспособного возраста — 4665 чел. или 22 % от общей численности населения, в трудоспособном возрасте — 13 737 чел. или 65 %, старше трудоспособного возраста — 2819 чел. или 13 %. На долю женского населения приходится 54 % или 11 410 человек, на долю мужского населения 46 % или 9811 человек. Уровень рождаемости сохранился на уровне 2011 года, имеется тенденция к уменьшению смертности на 7 %. Однако миграционный прирост населения характеризуется отрицательной динамикой (-) 193 человека.
Распределение населения
Население района распределено крайне неравномерно: свыше 60 % населения сконцентрировано в районном центре — селе Троицкое.
Изменение доли районного центра (село Троицкое) в общей численности населения района (период с 1939 по 2010 год по данным всесоюзных и всероссийских переписей):
Национальный состав
| Калмыки                                                                   | 6046 (52,2 %) | 11 814 (59,0 %) |
| Русские                                                                   | 5544 (47,2 %) | 6413 (32,0 %)   |
| Даргинцы                                                                  | …             | 659 (3,3 %)     |
| Чеченцы                                                                   | …             | 357 (1,8 %)     |
| Украинцы                                                                  | 59 (0,5 %)    | 118 (1,8 %)     |
| Показаны народы c численностью более 100 человек по состоянию на 2010 год |               |                 |

По итогам переписи населения 2020 года проживали следующие национальности (национальности менее 0,1 % и другое см. в сноске к строке «Другие»):
| Национальность | Численность, чел. | Доля     |
| -------------- | ----------------- | -------- |
| Калмыки        | 12 840            | 63,53 %  |
| Русские        | 5788              | 28,64 %  |
| Даргинцы       | 582               | 2,88 %   |
| Чеченцы        | 274               | 1,36 %   |
| Казахи         | 72                | 0,36 %   |
| Аварцы         | 38                | 0,19 %   |
| Армяне         | 38                | 0,19 %   |
| Украинцы       | 26                | 0,13 %   |
| Другие         | 554               | 2,72 %   |
| Итого          | 20 212            | 100,00 % |

## Административно-муниципальное устройство
В Целинном районе 25 населённых пунктов в составе 11 сельских поселений:
| №  | Сельские поселения                                  | Административный центр | Количество населённых пунктов | Население | Площадь, км² |
| -- | --------------------------------------------------- | ---------------------- | ----------------------------- | --------- | ------------ |
| 1  | Бага-Чоносовское сельское муниципальное образование | посёлок Бага-Чонос     | 2                             | ↘688      | 428,90       |
| 2  | Верхнеяшкульское сельское муниципальное образование | посёлок Верхний Яшкуль | 2                             | ↘357      | 246,37       |
| 3  | Вознесеновское сельское муниципальное образование   | село Вознесеновка      | 3                             | ↘2184     | 666,77       |
| 4  | Ики-Чоносовское сельское муниципальное образование  | посёлок Ики-Чонос      | 2                             | ↘870      | 523,62       |
| 5  | Найнтахинское сельское муниципальное образование    | посёлок Найнтахн       | 3                             | ↘359      | 368,77       |
| 6  | Оватинское сельское муниципальное образование       | посёлок Овата          | 1                             | →662      | 522,54       |
| 7  | Троицкое сельское муниципальное образование         | село Троицкое          | 1                             | ↗12 964   | 545,69       |
| 8  | Хар-Булукское сельское муниципальное образование    | посёлок Хар-Булук      | 3                             | ↘1050     | 383,30       |
| 9  | Целинное сельское муниципальное образование         | посёлок Аршан-Булг     | 4                             | ↗483      | 486,84       |
| 10 | Чагортинское сельское муниципальное образование     | посёлок Чагорта        | 2                             | ↘285      | 402,50       |
| 11 | Ялмтинское сельское муниципальное образование       | посёлок Ялмта          | 2                             | ↘310      | 504,40       |

| №  | Населённый пункт | Тип                          | Население | Муниципальное образование                           |
| -- | ---------------- | ---------------------------- | --------- | --------------------------------------------------- |
| 1  | Ар Нур           | посёлок                      | →0        | Бага-Чоносовское сельское муниципальное образование |
| 2  | Аршан-Булг       | посёлок                      | ↘480      | Целинное сельское муниципальное образование         |
| 3  | Бага-Чонос       | посёлок                      | ↘686      | Бага-Чоносовское сельское муниципальное образование |
| 4  | Бор-Нур          | посёлок                      | ↘24       | Ики-Чоносовское сельское муниципальное образование  |
| 5  | Бургуста         | посёлок                      | ↗202      | Хар-Булукское сельское муниципальное образование    |
| 6  | Верхний Яшкуль   | посёлок                      | ↗582      | Верхнеяшкульское сельское муниципальное образование |
| 7  | Вознесеновка     | село                         | ↗2371     | Вознесеновское сельское муниципальное образование   |
| 8  | Гашун-Булг       | посёлок                      | ↘6        | Вознесеновское сельское муниципальное образование   |
| 9  | Джурак           | посёлок                      | ↗204      | Хар-Булукское сельское муниципальное образование    |
| 10 | Дубравный        | посёлок                      | ↘13       | Целинное сельское муниципальное образование         |
| 11 | Заагин Сала      | посёлок                      | ↘27       | Найнтахинское сельское муниципальное образование    |
| 12 | Зегиста          | посёлок                      | ↘37       | Найнтахинское сельское муниципальное образование    |
| 13 | Ики-Чонос        | посёлок                      | ↗914      | Ики-Чоносовское сельское муниципальное образование  |
| 14 | Келькеты         | посёлок                      | ↘57       | Чагортинское сельское муниципальное образование     |
| 15 | Майский          | посёлок                      | ↗24       | Целинное сельское муниципальное образование         |
| 16 | Могата           | посёлок                      | →1        | Целинное сельское муниципальное образование         |
| 17 | Найнтахн         | посёлок                      | ↗319      | Найнтахинское сельское муниципальное образование    |
| 18 | Овата            | посёлок                      | →662      | Оватинское сельское муниципальное образование       |
| 19 | Тарата           | посёлок                      | ↗47       | Верхнеяшкульское сельское муниципальное образование |
| 20 | Троицкое         | село, административный центр | ↗12 964   | Троицкое сельское муниципальное образование         |
| 21 | Хар-Булук        | посёлок                      | ↘783      | Хар-Булукское сельское муниципальное образование    |
| 22 | Хар-Усн          | посёлок                      | ↘0        | Вознесеновское сельское муниципальное образование   |
| 23 | Чагорта          | посёлок                      | ↘312      | Чагортинское сельское муниципальное образование     |
| 24 | Чонта            | посёлок                      | ↗79       | Ялмтинское сельское муниципальное образование       |
| 25 | Ялмта            | посёлок                      | ↗266      | Ялмтинское сельское муниципальное образование       |

## Местное самоуправление
Главы района
- Лозуткаев Николай Николаевич

Главы администрации
- Джанжиев Виктор Дорджи-Горяевич
- Мамутов Евгений Александрович

## Экономика
Основу экономики района составляет сельскохозяйственное производство. Так, на начало 2011 года зарегистрировано: сельскохозяйственных предприятий — 11, крестьянско-фермерских хозяйств — 380, личных подсобных хозяйств — 1879.В 2012 году валовой сбор зерна уменьшился и составил — 7,2 тыс. тонн зерна, при средней урожайности 10 ц/га.
По состоянию на 01.01.2013 года на территории Целинного района во всех категориях хозяйств числится: КРС — 63 932 головы, в том числе коров — 43 476 голов, овец и коз — 164 630 голов, свиней — 658 голов, лошадей — 2208 голов, птицы — 13 512 голов.
Промышленность района представлена 7 предприятиями (ООО ТПП «Кооператор»,ООО «Консервпищепром», Троицкий мясоперерабатывающий комплекс (ИП Карпенко З. Н.), ООО «Целинная типография», мини-пекарня с. Троицкое, 2 цехами по производству мясных полуфабрикатов (ИП Деликова Б. К., ИП Бадаев Г. Ч.).
В начале 1990-х у кургана Хамур рядом с селом Хар-Булук была выстроена площадка Калмыцкой ветроэлектростанции (первой в стране), включающую дороги, фундаменты для 9 установок, подведены линии электропередач, установлены три установки Тушинского машиностроительного завода, сегодня (2009) способна работать лишь одна из них, мощность её — 1 МВт.

## Социальная сфера
Образование
В структуру системы образования Целинного района входят 14 общеобразовательных учреждений, 8 дошкольных образовательных учреждений, 2 учреждения дополнительного образования. В 2010 году в общеобразовательных учреждениях района обучалось 1882 учащихся, в дошкольных учреждениях — 679 воспитанников, в учреждениях дополнительного образования (ЦДТ, ДЮСШ) — 651 человек. Кроме этого 244 человека посещали детскую школу искусств.
Здравоохранение
Ключевым учреждением системы здравоохранения района является Целинная центральная районная больница. В её состав входят поликлиника, отделения: педиатрическое, хирургическое, терапевтическое, гинекологическое, скорой медицинской помощи (58 круглосуточных коек). При Целинной ЦРБ действуют педиатрический, стоматологический, терапевтический кабинеты, 4 сельские врачебные амбулатории и 8 фельдшерско-акушерских пунктов.